# Popel (Lužické hory)
Popel je protáhlý znělcový hřbet dosahující nadmořské výšky 597 metrů v centru Klíčské hornatiny, v Lužických horách, na severu České republiky, ve východní části okresu Děčín.

## Popis a historie
Vrchol Popela je zarostlý a bez výhledu. Jeho jméno německy Aschestein podle starých průvodců není spojeno s pálením popela německy Asche, ale spojeno s jasany německy Esche, které zde původně rostly.